# 大鹏新区
大鹏新區是中华人民共和国广东省深圳市下辖東南面的一個功能区，陆地面积294.18平方公里，海岸线长133.22公里。行政区划上属于龙岗區。2011年12月30日挂牌，新区管委会驻葵涌街道金岭路1号。
大鵬新區是深圳地區其中壹個最早有古人類活動的地區，鹹頭嶺新石器時代遺址被評為“2006年中國十大考古新發現”之一，大鵬所城是深圳別稱“鵬城”的由來，大鵬新區鵬城社區是深圳唯一的“全國重點文物保護單位”和“中國歷史文化名村”。

## 行政区划
大鹏新区管辖深圳市龙岗区因坪山區設立而形成、位于大鹏半岛的飞地，即龙岗区葵涌、大鹏、南澳3个街道，共25个社区居委会。该区域除人大、政协、法院、检察院等仍归属原龙岗区外，其他职能单独执行。

## 人口
根据第七次全国人口普查结果，2020年11月1日零时新区常住人口的基本情况公布如下：新区常住人口为156236人。新区人口年龄构成，新区常住人口中，0-14岁人口为23924人，占15.31%；15-59岁人口为121378人，占77.69%；60岁及以上人口为10934人，占7.0%，其中65岁及以上人口为6893人，占4.41%。

## 旅游
大鹏新区屏山傍海，海岸线长达130多公里，沙滩、岛屿、礁石、海蚀崖、洞、桥、柱等海积海蚀地貌发育齐全，是广东乃至全国海岸风光最优美的地段，素有「深圳明珠」与「东方小夏威夷」之称。特别是南澳海滨旅游区，海岸线长且风景宜人，更可通过当地渔民的船只去海上一游，泛舟垂钓，享受渔家生活。在三门岛、赖氏州两个小岛上，可领略到原始的海岛风光。而西涌则是全国著名的未开发海滩，是返朴归真主义者的圣地。另外，大鵬所城亦是深圳八景之一。

## 地理
- 海岸山山脈
- 粉砂岩和頁岩

## 物产
大鹏新区盛产鲜活海产品，尤以大鹏湾的四季海鲜闻名。

## 公共設施
公家單位
- 中國國家基因庫（China National GeneBank，簡稱CNGB）
- 廣東大鵬液化天然氣接收站（GDLNG），由中國海洋石油、BP、中華煤氣等公司合營，供氣予香港中華煤氣公司及香港電燈南丫發電廠、深圳市、東莞市內燃氣網絡，以及廣東省珠江三角洲內天然氣發電廠，2006年中啟用。
- 中海石油深圳液化天然氣接收站（中海石油深圳天然氣有限公司）（SZLNG），由中國海洋石油、深圳能源集團合營，只供氣予內地珠三角城市，已於2017年4月完工，並於2017年底啟用。

## 位置資訊
1. ↑  .   [2023-06-12]. （原始内容存档于2023-06-12）.